# آيسيس: النسر الحديدي 3 (فلم)
آيسيس: أيرون إيجل 3 (بالإنجليزية: Aces: Iron Eagle III)، فيلم أمريكي من نوع الحرب الجوية، أنتجت سنة 1992، وتقوم أبطال الطيران الأمريكي بالدوران حول خليج المكسيك، وكان هدفهم البحث عن ماتبقى من النازيين القدامى من يعملون في القوات الجوية التابعة لجمهورية بيرو.

## وصلات خارجية
- مقالات تستعمل روابط فنية بلا صلة مع ويكي بيانات
- آيسيس: النسر الحديدي 3 على موقع أول موفي.